# Le mie favole
Le mie favole è un album del 2002 della cantante Syria.
Anticipato dal singolo Se tu non sei con me, brano scritto dal collega e amico Jovanotti, l'album contiene diverse tracce scritte dalla stessa Syria.
Nel 2003, grazie alla partecipazione della cantante al Festival di Sanremo 2003 con il brano L'amore è (scritto dall'ormai fedele Jovanotti) il disco è stato ristampato con l'aggiunta di due canzoni: il pezzo sanremese (di cui, visto il successo, è stata fatta anche una versione remix) e Aria.

## Tracce
CD (CGD / EastWest 5050466484222 (Warner)
1. L'amore è - 3:39 (2003) (Jovanotti)
2. Aria - 3:29 (2003) ([Francesco Gramegna, Paolo Ghiringhelli/Francesco Gramegna, Paolo Ghiringhelli])
3. Mi consumi - 4:02 (2002) [cover di "Consume me" dei DC Talks]
4. Essere in te - 4:05 (2002) (Max Pezzali)
5. Se tu non sei con me - 3:48 (2002) (Jovanotti)
6. È meglio - 4:07 (2002) (Saverio Lanza)
7. Le tue favole - 3:51 (2002) (Stefano Croce, Alessandro Croce)
8. Occhi fragili - 3:45 (2002) (Gianna Nannini, Isabella Santacroce)
9. Non passa il tempo - 4:02 (2002) (Saverio Lanza)
10. Il cielo sopra Parigi - 4:06 (2002)
11. Libera - 3:46 (2002)
12. Oggi si cambia (I kissed a girl) - 2:58 (2002)
13. Lettera ad Alice - 2:43 (2002) (Syria, Gabriele Leonardi)

## Classifiche
| Classifica (2002) | Posizione |
| ----------------- | --------- |
| Italia            | 49        |